# Älvestorp, Hällefors kommun
Älvestorp (äldre stavning Elfvestorp) är en by vid Svartälven i södra delen av Hällefors kommun i Örebro län. Byn är belägen intill Högbornsfältet, ett gruvfält med anor från medeltiden. Där finns ett hundratal gruvhål och skärpningar (mindre provbrytningar) i den 2,5 km långa fyndigheten. Älvestorp hade vid mitten av 1800-talet hela järnframställningsprocessen med malmbrytning, järnutvinning, smide och manufaktur. Senare hälften av 1800-talet var en blomstringstid för Älvestorp. Gruvbrytningen upphörde 1906 då Askersundsgruvan rasade. Samma år byggdes ett nytt större vattenkraftverk i forsen. Vid hammarområdet finns i dag bland annat en hammarruin och en klensmedjeruin att beskåda. Älvestorps herrgård uppfördes 1752 av Vilhelm Hising (adlad Hisinger). Nobelpristagaren The Svedberg vistades på herrgården under sin uppväxttid.